# 20 Jahre – Nena feat. Nena
20 Jahre – Nena feat. Nena ist das 7. Studioalbum der deutschen Popsängerin Nena. Das Album wurde im Oktober 2002 bei Warner Music veröffentlicht.

## Hintergrund
Auf dem Album sind Duette von Nena mit Sängern wie Kim Wilde (Anyplace, Anywhere, Anytime), Joachim Witt (Wunder Gescheh’n) und Udo Lindenberg (Jetzt bist du weg) zu hören. 2002 wurde es mit einem roten Cover veröffentlicht, 2003 als Doppel-CD mit blauem Cover.

## Titelliste
1. 99 Luftballons (New Version) (Album Version) – 5:05
2. Nena & Kim Wilde – Anyplace, Anywhere, Anytime (New Version) – 4:03
3. Nur geträumt (New Version) – 2:54
4. Leuchtturm (New Version) – 4:14
5. ? (Fragezeichen) (New Version) – 4:07
6. Nena & Witt – Wunder gescheh’n (New Version) – 3:48
7. Nena & Udo Lindenberg – Jetzt bist du weg (New Version) – 4:46
8. Lass mich dein Pirat sein (New Version) – 3:29
9. Es regnet (New Version) – 4:42
10. Lichtarbeiter (New Version) – 4:54
11. Vollmond (New Version) – 2:42
12. Irgendwie, irgendwo, irgendwann (New Version) – 4:02
13. Nena & Toktok – Ich häng immer noch an dir (New Version) – 3:41
14. Carpe diem (Söhne Mannheims Ragga Mix – Radio Edit) – 3:33

### Liveversion (DVD)
| DVD 1 1. Haus der drei Sonnen 2. Satellitenstadt 3. Tanz auf dem Vulkan 4. Oldschool Baby (feat. WestBam) 5. Carpe Diem 6. Wunder gescheh'n 2002 (feat. Joachim Witt) 7. Kleine Taschenlampe brenn (feat. Markus) 8. Lichtarbeiter 2002 9. Silbermond 10. Es regnet 2002 11. Lass mich dein Pirat sein 2002 (feat. Hartmut Engler) 12. Jetzt bist du weg 2002 (feat. Udo Lindenberg) 13. Dafür ist das Leben zu kurz 14. ? (Fragezeichen) 2002 15. Du kennst die Liebe nicht (feat. Rosenstolz) 16. What is Love? (feat. Howard Jones) 17. Anyplace, Anywhere, Anytime (feat. Kim Wilde) 18. Leuchtturm (Old Version) (feat. Rolf, Jürgen & Uwe) 19. Rette mich 20. Ganz oben 21. Nur geträumt 2002 | DVD 2 1. 99 Luftballons 2002 2. 99 Luftballons 3. Irgendwie, Irgendwo, Irgendwann 4. Vollmond 2002 5. Manchmal ist ein Tag ein ganzes Leben 6. Ich umarm die ganze Welt 7. Ruby Tuesday (feat. Mike Tait) 8. No Expectations 9. Zusammen 10. Der Anfang vom Ende 11. Bang Bang (feat. Toktok) 12. ? (Fragezeichnen) 2002 Credits & Outro |

### Liveversion (CD)
CD 1
1. Teardrops (Live) – 1:32
2. Ganz oben (Live) – 2:55
3. Satellitenstadt (Live) – 3:34
4. Tanz auf dem Vulkan (Live) – 3:40
5. Carpe diem (Live) – 6:18
6. Immer weiter (Live) – 5:17
7. Es regnet (Live) – 4:42
8. Rette mich (Live) – 2:35
9. Leuchtturm (Live) – 4:18
10. Du kennst die Liebe nicht (Live) – 5:03
11. Fragezeichen (Live) – 4:11
12. Nur geträumt (Live) – 4:11
13. 99 Luftballons (Neue Version Live) – 3:35
14. 99 Luftballons (Live) – 4:02
15. Irgendwie irgendwo irgendwann (Live) – 7:16
16. Der Anfang (Live) – 4:16

Extras
Anyplace, Anywhere, Anytime (Video featuring Kim Wilde, aufgenommen am 19. Dezember 2003 in der Köln Arena)

## Kritiken
Auf Laut.de schrieb Stefan Johannesberg, es handle sich um ein Album, „das nur olle Kamellen aufwärmt, aber nichts wirklich neues bietet“. Die Sängerin schleppe sich „seltsam müde“ „durch die Tracklist“. Zwei von fünf Sternen wurden vergeben. Die Webseite Kulturnews.de schrieb, manchmal täte die Verjüngung den Songs gut (etwa 99 Luftballons), manchmal verlören sie (Leuchtturm): „Klingt eigentlich immer ähnlich: akustisches Intro, im Mittelteil harte Gitarren. Mainstream eben, wie vor 20 Jahren, nur für 2002.“

## Kommerzieller Erfolg

### Chartplatzierungen
In Österreich erreichte das Album Platz eins, in Deutschland Platz zwei sowie in der Schweiz Platz fünf. In allen Ländern ist es das bis dato best- und längstplatzierte Album in Nenas Solokarriere. In Deutschland konnte sich kein Album besser und länger platzieren. In Österreich und der Schweiz ist es der erfolgreichste Dauerbrenner Nenas. In der Schweiz konnte sie mit dem Nachfolger Willst du mit mir gehn (März 2005, Rang eins) nochmal eine bessere Platzierung erzielen.
| ChartsChartplatzierungen | Höchstplatzierung | Wochen |
| ------------------------ | ----------------- | ------ |
| Deutschland (GfK)        | 2 (55 Wo.)        | 55     |
| Österreich (Ö3)          | 1 (52 Wo.)        | 52     |
| Schweiz (IFPI)           | 5 (54 Wo.)        | 54     |

| ChartsJahrescharts (2002) | Platzierung |
| ------------------------- | ----------- |
| Deutschland (GfK)         | 69          |

| ChartsJahrescharts (2003) | Platzierung |
| ------------------------- | ----------- |
| Deutschland (GfK)         | 2           |
| Österreich (Ö3)           | 4           |
| Schweiz (IFPI)            | 18          |

### Auszeichnungen für Musikverkäufe
| Land/Region        | Auszeichnungen für Musikverkäufe (Land/Region, Auszeichnung, Verkäufe) | Verkäufe  |
| ------------------ | ---------------------------------------------------------------------- | --------- |
| Deutschland (BVMI) | 3× Platin                                                              | 900.000   |
| Österreich (IFPI)  | 2× Platin                                                              | 80.000    |
| Schweiz (IFPI)     | Platin                                                                 | 40.000    |
| Insgesamt          | 6× Platin ·                                                            | 1.020.000 |